# Francisco Roberto da Silva Ferrão de Carvalho Martens

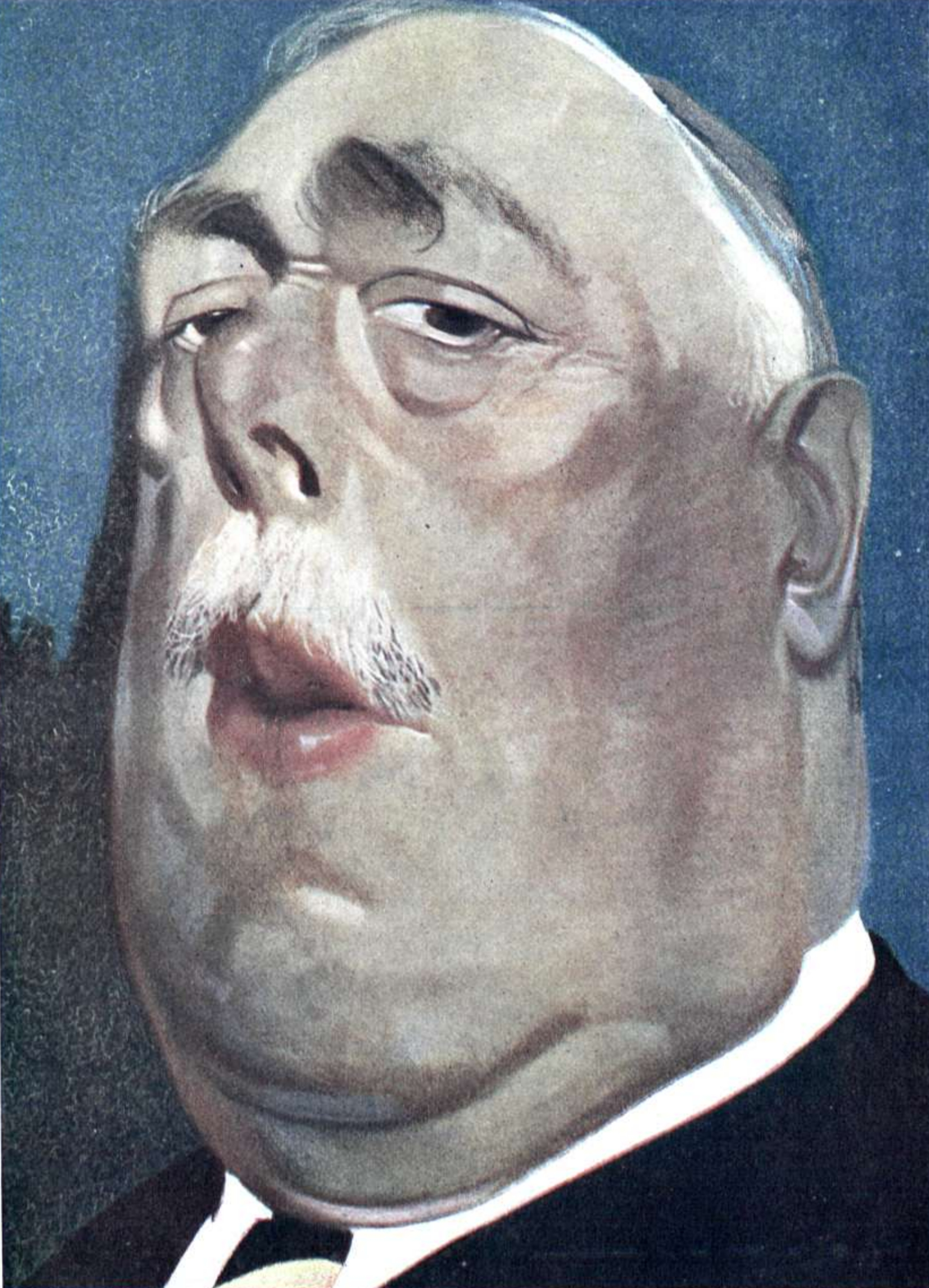
Conde de Martens Ferrão

Francisco Roberto da Silva Ferrão de Carvalho Martens, primeiro e único conde de Martens Ferrão. Filho de João Baptista da Silva Ferrão de Carvalho Martens, um importante político da última metade do século XIX. Seguiu os passos do pai e foi diplomata, porém não se destacou no ofício. Em 1892, foi feito conde.